# Mikrotubul
Mikrotubuli so cevaste strukture premera 20-25 nm in dolžine 200 nm–25 µm, zgrajene iz tubulina in se nahajajo v citoplazmi evkariontske celice. So sestavina citoskeleta (notranjega celičnega ogrodja), delitvenega vretena, aksoneme, bičkov in migetalk ter centriola in bazalnega telesca. Odigrajo pomembno vlogo v različnih celičnih procesih, med drugim pri mitozi, citokinezi, prenašanju mešičkov po celici ...

## Zgradba
Mikrotubuli so polimerne molekule, zgrajene iz dimerov α- in β-tubulina. Tubulinske enote polimerizirajo tako, da se α-tubulin v dimeru poveže z β-podenoto drugega dimera. 